# Lord-lieutenant d'Angus
Le Lord Lieutenant d'Angus, est le représentant personnel du souverain Britannique pour l'area qui a été définie par le Lord-Lieutenants (Scotland) Order 1996 Comme constituant l'unité du Angus council area, en Écosse.
La zone de la lieutenance a été précédemment définie par le Lord-Lieutenants (Scotland) Order 1975 comme étant constitué du district d'Angus, qui était l'un de trois districts de la région du Tayside créée par le Local Government (Scotland) Act 1973 et abolie par le Local Government etc. (Scotland) Act 1994, Qui a divisé la région entre l'Angus, la ville de Dundee et les régions du conseil de Perth and Kinross. Avant l'ordre de 1975 la région de la lieutenance était le comté d'Angus, qui était officiellement le comté de Forfar jusqu'en 1928.
L'office a été fondé en 1794, et a eu les titres suivants:
- His or Her Majesty's Lieutenant in the County of Forfar jusqu'en 1928
- His or Her Majesty's Lieutenant in the County of Angus 1928 à 1975
- Lord-Lieutenant of Tayside Region, District of Angus 1975 à 1996
- Lord-Lieutenant d'Angus depuis 1996

## Liste des Lord-Lieutenants d'Angus
- Archibald Douglas, 1er baron Douglas 17 mars 1794 – 26 décembre 1827[2]
- David Ogilvy, 9e comte d'Airlie 5 février 1828 – 1849
- Fox Maule-Ramsay, 11e comte de Dalhousie 13 juin 1849 – 6 juillet 1874
- Claude Bowes-Lyon, 13e comte de Strathmore and Kinghorne 3 août 1874 – 16 février 1904
- Claude Bowes-Lyon, 14e comte de Strathmore and Kinghorne 28 juillet 1904 – 1936
- David Ogilvy, 12e comte d'Airlie 15 juin 1936 – 1967
- Simon Ramsay, 16e comte de Dalhousie 12 juin 1967 – 1989
- David Ogilvy, 13e comte d'Airlie 6 novembre 1989 – 2001
- Georgiana Osborne 24 juillet 2001 – 24 août 2019[3]
- Patricia Ann Sawers  24 août 2019 - Titulaire[3]